# Diederich von Bocholtz-Asseburg
Diederich Busso Graf von Bocholtz-Asseburg (* 25. Mai 1812 in Hinnenburg; † 20. Mai 1892 ebenda) war ein deutscher Fideikommissherr und Parlamentarier.

## Leben
Diederich von Bocholtz-Asseburg war der Sohn des k. k. Kämmerers Hermann Werner Graf von Bocholtz-Asseburg. Er war katholischer Konfession. Nach dem Abitur am Gymnasium in Paderborn studierte er an den Universitäten Bonn, Heidelberg und Berlin Rechtswissenschaften. 1830 wurde er Mitglied der Burschenschaft Germania Bonn. 1834 wurde er Mitglied des Corps Borussia Bonn. Nach dem Studium wurde er Fideikommissherr auf Hinnenburg. Er war Mitglied des Preußischen Herrenhauses. Gewählt in der Kurie der Rittergutsbesitzer im Wahlbezirk Paderborn war er 1843 bis 1854 Mitglied im Provinziallandtag der Provinz Westfalen. Er gehörte auch 1847 dem ersten Vereinigten Landtag an.